# 玉山柳
玉山柳（學名：Salix taiwanalpina var. morrisonicola）为杨柳科柳属臺灣山柳的變種，为台灣的特有植物。分布于台灣海拔3,000米至3,900米的地区，见于山坡及山顶，目前尚未由人工引种栽培。